# Heidi Moneymaker
Heidi Louise Moneymaker (Santa Rosa, 9 de fevereiro de 1978) é uma dublê e atriz de ação americana. Ela foi a dublê da personagem Viúva Negra, interpretada por Scarlett Johansson no Universo Cinematográfico Marvel. Como atriz, ela se destacou como a assassina violinista em John Wick 2 e como a mercenária Athena no sucesso de bilheteria chinês Lobo Guerreiro 2.
Heidi foi a modelo para a captura de movimento de Lara Croft no jogo Tomb Raider: Underworld.

## Vida pregressa
Heidi Louise Moneymaker nasceu em Santa Rosa, na Califórnia e frequentou a Montgomery High School. Ela estudou na Universidade da Califórnia, onde se juntou ao grupo de ginástica e se tornou campeã de barras assimétricas e salto por equipe em 1997 e 2000, e campeã individual em 1998 e 1999. Como ginasta habilidosa, Moneymaker competiu nos Jogos Universitários Mundiais de 1999 e recebeu duas indicações ao Prêmio Honda. Ela obteve um bacharelado em História pela UCLA. Em 2023, ela foi eleita para o Hall da Fama Atlético da UCLA.

## Carreira de dublê
Heidi Moneymaker começou sua carreira de dublê atuando como ginasta em um comercial de televisão. Com essa formação qualificada, Heidi trabalhou como dublê e atriz dublê em séries de televisão e filmes desde 2002. Em 2003, Heidi teve sua grande oportunidade em Charlie’s Angels: Full Throttle. Ela teve de enviar uma fita de uma acrobacia específica que envolvia um salto mortal para trás nas cordas do ringue de luta livre e uma aterrissagem em cima dum homem esparramado no chão. A dublê de Drew Barrymore não tinha nenhuma experiência em ginástica, o que tornou muito benéfica a experiência de Heidi. O trabalho foi para outra pessoa mas Heidi foi convidada a passar alguns dias no set. Segundo a dublê, “Esses quatro dias se transformaram em cinco meses”, e ela acompanhou as filmagens até o seu final. Destacou-se na sua performance de bungee jump no episódio de CSI: New York, People with Money (2006), e também trabalhou em Sr. e Sra. Smith (2005).
No jogo Tomb Raider: Underworld de 2008, Heidi Moneymaker usou captura de movimento para representar os movimentos da heroína Lara Croft. Este foi o primeiro jogo da série em que os movimentos de Lara foram ditados pela captura de movimento em vez de animação manual.
Em John Wick 2 (2017), além de ser a dublê da atriz Ruby Rose, Heidi interpretou a assassina violinista que pega John Wick de surpresa com a pistola escondida no violino. Ela também interpretou a antagonista Athena, uma mercenária da empresa militar privada ocidental Dyon Corps no filme Lobo Guerreiro 2. Atuações excepcionais de Heidi ocorreram em filmes como Avatar: O Caminho da Água (2022) Vingadores: Ultimato (2019) Viúva Negra (2021) Capitão América: Guerra Civil (2016), Velozes e Furiosos 7 (2015), Capitão América: Soldado Invernal ( 2014), Os Vingadores (2012), Sucker Punch (2011), Homem de Ferro 2 (2010), Star Trek (2009) e Missão Impossível III (2006). Ela também foi a coordenadora de dublês em Guardiões da Galáxia Vol. 3 (2023) e no Especial de Natal dos Guardiões da Galáxia (2022). Heidi foi entrevistada no episódio 35 da série The Art of Action com Scott Adkins.